# Fulford Golf Club
De Fulford Golf Club is een golfclub in de Engelse plaats York, opgericht in 1906.
De eerste jaren lag de golfbaan bij Naburn Lane, in 1935 verhuisde de club naar de huidige locatie, die in 1930 werd goedgekeurd door James Braid. Het ontwerp van de baan werd gemaakt door majoor Charles McKenzie, de broer en partner van dr. Alistair McKenzie, die Augusta National heeft ontworpen.
Het baanrecord staat op naam van Ian Woosnam, die in 1985 een ronde van 62 maakte. Het baanrecord van amateurs is 65 en staat op naam van James Mason van de Rotherham Golf Club.

## Toernooien
Op Fulford zijn veel nationale en internationale toernooien gespeeld. In 1967 kwam de Martini International, dit werd gewonnen door Brian Huggett en Malcolm Gregson.
In 1971 was het eerste toernooi van de Europese PGA Tour, de Benson & Hedges International Open. Jaarlijks kwam het toernooi terug tot 1989. De enige onderbreking was in 1979, toen het PGA matchplay-kampioenschap op Fulford werd gespeeld. De B&H werd in 1990 en 1991 vervangen door de Murphy's Cup, beide edities werden gewonnen door Tony Johnstone.

## Bernhard Langer in de boom
Een van de gedenkwaardige momenten op de baan speelde zich af in 1981. Bernhard Langer speelde de Benson & Hedges. Toen zijn bal na zijn tweede slag op hole 17 op bijna 6 meter hoogte bleef steken in een es, klom hij naar boven om de bal te spelen. Aangezien het nogal lang duurde voordat er een referee bij was en Langer in de boom was geklommen, had ook de pers ruimschoots de tijd om er foto's van te maken. De bal kwam met de derde slag op de green terecht.